# 정재형 (배우)
정재형(1982년 5월 26일 ~ )은 대한민국의 배우이다.

## 출연작

### TV 드라마
- 2011년 KBS2 주말연속극 《사랑을 믿어요》 ... 이삿짐센터 직원 역
- 2012년 JTBC 일일시트콤 《청담동 살아요》 ... 이상엽 친구 역
- 2012년 MBC  일일시트콤 《하이킥 짧은 다리의 역습》... 윤계상 후배 서윤 역
- 2012년 JTBC 주말드라마 《인수대비》 ... 안양군 역
- 2013년 MBC  일일드라마 《오자룡이 간다》 ... 엔지니어 성수 역
- 2013년 MBC  미니시리즈 《여왕의 교실》 ... 맞선남 강진민 검사 역
- 2013년 JTBC 주말드라마 《궁중잔혹사 꽃들의전쟁》 ... 조기 차남 역
- 2013년 KBS2 미니시리즈 《미래의 선택》 ... 재벌남 박종희 상무 역
- 2015년 KBS2 TV소설 《그래도 푸르른 날에》 ... 재단사 역
- 2015년 KBS1 저녁일일극 《가족을 지켜라》 ... 하대리 역
- 2015년 MBC  미니시리즈 《달콤살벌 패밀리》 ... 홍진영 매니져 역
- 2016년 SBS  아침연속극 《내 사위의 여자》 ... 허민수 대리 역

### 연극
- 2007년 《클로닝》... 이기자 역
- 2009년 《패밀리 빼밀리》... 이성기 역
- 2010년 《욕》... 멀티남 역
- 2010년 《그 남자 그 여자 순수》... 이선우 역
- 2011년 《내 남자의 혈액형》... 원규(AB)/강민(O) 역